# 恋のミッドナイト・D.J.
「恋のミッドナイト・D.J.」（こいのミッドナイト・ディージェイ）は、1981年2月1日に、日本コロムビアからリリースされた山下久美子の3枚目のシングル。

## 作品概要
「恋のミッドナイト・D.J.」は、アルバム『DANCIN' IN THE KITCHEN』からのシングルカットである。
1981年1月に日本青年館行われたホールライヴのアンコールで「恋のミッドナイト・D.J.」を披露した際、観客が一斉に立ち上がったことから「総立ちの久美子」の異名を得たきっかけとなった楽曲である。
B面の「メイド・イン・ジャパン」は、スタジオ・アルバム未収録で、1995年に発売されたベスト・アルバム『シングル・コレクション』にて初収録且つ初CD化された。

## 収録曲
| 全編曲: 松任谷正隆。 |                            |           |            |      |
| #                    | タイトル                   | 作詞      | 作曲       | 時間 |
| 1.                   | 「恋のミッドナイト・D.J.」 | KURO      | 西岡恭蔵   | 3:49 |
| 2.                   | 「メイド・イン・ジャパン」 | 康珍化    | 亀井登志夫 | 4:09 |
| 合計時間:            | 合計時間:                  | 合計時間: | 合計時間:  | 7:58 |